# Meum tenuifolium
Meum tenuifolium är en flockblommig växtart som beskrevs av Jean Étienne Duby. Meum tenuifolium ingår i släktet björnrötter, och familjen flockblommiga växter. Inga underarter finns listade i Catalogue of Life.